# Gauthier Destenay
Gauthier Christian Destenay (Virton, 21 de septiembre de 1979) es un arquitecto belga, esposo del ex primer ministro de Luxemburgo, Xavier Bettel.

## Biografía
Destenay es belga y trabaja como arquitecto asociado en la firma belga-luxemburguesa A3 Architecture desde 2013. Se graduó en arquitectura en la Universidad de Lieja en 2003.
Bettel se declaró gay públicamente en 2008. Destenay ha estado en una unión civil con Bettel desde 2010 y apareció junto con Bettel en muchos eventos oficiales, incluida la boda de Guillermo, Gran Duque Hereditario de Luxemburgo y la condesa Estefanía de Lannoy.
Destenay pidió la mano de Bettel en matrimonio en agosto de 2014. Se casaron el 15 de mayo de 2015 en una ceremonia privada oficiada por la alcaldesa de la ciudad de Luxemburgo, Lydie Polfer, en presencia de unos 250 invitados. Bettel se convirtió en el primer jefe de gobierno de la Unión Europea en casarse con una pareja del mismo sexo. A la boda también asistió Elio Di Rupo, el ex primer ministro belga que fue el primer jefe de gobierno abiertamente homosexual de la Unión Europea. La ceremonia fue seguida por una recepción para 500 invitados en el Cercle-Cité.
Destenay llamó la atención en las redes sociales cuando apareció como el único cónyuge masculino en un retrato grupal de los cónyuges y socios de los líderes mundiales en la cumbre de la OTAN de 2017. El nombre de Destenay se omitió del título de una foto de Facebook publicada por la Casa Blanca, a pesar de que todos los demás cónyuges estaban correctamente etiquetados. La publicación fue posteriormente editada después de que generó críticas y acusaciones de homofobia.